# Episodi di Queer as Folk (serie televisiva 2022)
La prima stagione della serie televisiva Queer as Folk, composta da 8 episodi, è stata distribuita negli Stati Uniti su Peacock il 9 giugno 2022.
In Italia, la stagione è stata distribuita Starz Play dal 31 luglio al 21 agosto 2022.
| n° | Titolo originale            | Titolo italiano     | Pubblicazione USA | Pubblicazione Italia |
| -- | --------------------------- | ------------------- | ----------------- | -------------------- |
| 1  | Babylon                     | Babylon             | 9 giugno 2022     | 31 luglio 2022       |
| 2  | Blocked                     | La veglia           | 9 giugno 2022     | 31 luglio 2022       |
| 3  | Welcum to the Hellmouth     | Degna sepoltura     | 9 giugno 2022     | 7 agosto 2022        |
| 4  | #F*ck Disabled People       | Per una buona causa | 9 giugno 2022     | 7 agosto 2022        |
| 5  | Choke                       | Tanti auguri a me   | 9 giugno 2022     | 14 agosto 2022       |
| 6  | Pretend You're Someone Else | Bip                 | 9 giugno 2022     | 14 agosto 2022       |
| 7  | Problemática                | Problemi            | 9 giugno 2022     | 21 agosto 2022       |
| 8  | Sacrilege                   | Sacrilegio          | 9 giugno 2022     | 21 agosto 2022       |

## Babylon
- Titolo originale: Babylon
- Diretto da: Stephen Dunn
- Scritto da: Stephen Dunn

### Trama
- Guest star: Ed Begley Jr. (Winston Beaumont), Chris Renfro (Daddius Miller), Eric Graise (Marvin), Armand Fields (Bussy), Brandon Gilpin (Jake), Juliette Lewis (Judy) e Kim Cattrall (Brenda Beaumont).

## La veglia
- Titolo originale: Blocked
- Diretto da: Satya Bhabha
- Scritto da: Jaclyn Moore e Brontez Purnell

### Trama
- Guest star: Chris Renfro (Daddius Miller), Brandon Gilpin (Jake), Benito Skinner (Jack Cole Jordan) e Kim Cattrall (Brenda Beaumont).

## Degna sepoltura
- Titolo originale: Welcum to the Hellmouth
- Diretto da: Satya Bhabha
- Scritto da: Stephen Dunn e Des Moran

### Trama
- Guest star: Armand Fields (Bussy), Eric Graise (Marvin), Chris Renfro (Daddius Miller), Benito Skinner (Jack Cole Jordan), Sachin Bhatt (Ali), Juliette Lewis (Judy) e Kim Cattrall (Brenda Beaumont).
- L'episodio è dedicato a Zavion Davenport in arte Chi Chi DeVayne.

## Per una buona causa
- Titolo originale: #F*ck Disabled People
- Diretto da: Brian Dannelly
- Scritto da: Ryan O'Connell e Alyssa Taylor

### Trama
- Guest star: Eric Graise (Marvin), Armand Fields (Bussy), Sachin Bhatt (Ali), Nyle DiMarco (Leo) e Juliette Lewis (Judy).
- L'episodio è dedicato a Gary Edgar Hall.

## Tanti auguri a me
- Titolo originale: Choke
- Diretto da: Brian Dannelly
- Scritto da: Roxane Gay e Azam Mahmood

### Trama
- Guest star: Brandon Gilpin (Jake), Juliette Lewis (Judy) e Kim Cattrall (Brenda Beaumont).

## Bip
- Titolo originale: Pretend You're Someone Else
- Diretto da: Ingrid Jungermann
- Scritto da: Jaclyn Moore e Sarah Link

### Trama
- Guest star: Ed Begley Jr. (Winston Beaumont), Nestor Serrano (Mr. Hernandez), Eric Graise (Marvin), Armand Fields (Bussy), Chris Renfro (Daddius Miller), Benito Skinner (Jack Cole Jordan) e Sachin Bhatt (Ali).

## Problemi
- Titolo originale: Problemática
- Diretto da: Stephen Dunn
- Scritto da: Stephen Dunn e Ryan O'Connell

### Trama
- Guest star: Ed Begley Jr. (Winston Beaumont), Eric Graise (Marvin), Armand Fields (Bussy), Chris Renfro (Daddius Miller), Brandon Gilpin (Jake), Lukas Gage (Erik), Olli Haaskivi (George), Megan Stalter (Meg), Calvin Seabrooks (Taylor), Juliette Lewis (Judy) e Kim Cattrall (Brenda Beaumont).

## Sacrilegio
- Titolo originale: Sacrilege
- Diretto da: Stephen Dunn
- Scritto da: Des Moran e Maia Golden

### Trama
- Guest star: Eric Graise (Marvin), Armand Fields (Bussy), Chris Renfro (Daddius Miller), Brandon Gilpin (Jake), Big Freedia (sé), Marta Piekarz (Mercury), Benito Skinner (Jack Cole Jordan), Sachin Bhatt (Ali), Juliette Lewis (Judy) e Kim Cattrall (Brenda Beaumont).